# Động mạch chẩm
Động mạch chẩm xuất phát từ động mạch cảnh ngoài đối bên với động mạch mặt. Đường đi của động mạch chẩm từ bên dưới bụng sau của cơ nhị thân đến vùng chẩm. Động mạch này cấp máu cho phần sau của da đầu và cơ ức đòn chũm, và các cơ sâu của vùng cổ sau.

## Cấu trúc
Tại nơi xuất phát, động mạch được che phủ bởi bụng sau cơ nhị thân và cơ trâm móng. Thần kinh hạ thiệt vòng xung quan động mạch từ phía sau ra trước; khi đi lên trên, động mạch bắt chéo động mạch cảnh trong, và tĩnh mạch cảnh trong, thần kinh lang thang và thần kinh phụ.
Động mạch tiếp tục đi lên trên đến chỗ giao nhau giữa mỏm ngang của đốt đội và mỏm chũm xương thái dương, và đi ngang về phía sau, tạo thành rãnh trên bề mặt xương bọ, được che phủ bởi cơ ức đòn chũm, cơ gối đầu, cơ cực dài, và cơ hai bụng, và tựa trên các cơ thẳng đầu bên, và cơ bán gai đầu.
Động mạch sau đó thay đổi đường đi và chay thẳng lên trên, đi sâu vào cân bám vào xương sọ của cơ thang với cơ ức đòn chũm, và đi lên theo một đường ngoằn nghoèo trong cân nông của da đầu, tại đây động mạch chia làm nhiều nhánh, đi tới đỉnh xương sọ và thông nối với động mạch sau tai và động mạch thái dương nông.

## Chức năng
1. Các nhánh cho cơ: cấp máu cho cơ nhị thân, cơ trâm móng, cơ gối, và cơ dài đầu.
2. Nhánh cơ ức đòn chũm: nhánh này chia thành các nhánh trên và dưới trong tam giác cảnh. Nhánh trên đi cùng với thần kinh phụ đến cơ ức đòn chũm, và nhánh dưới xuất phát gần gốc động mạch chẩm trước khi đi vào cơ ức đòn chũm. Thỉnh thoảng, nhánh này xuất phát trực tiếp từ động mạch cảnh ngoài.
3. Nhánh tai: cấp máu cho phần sau của tai. Trên nhiều tiêu bản, nhánh này cho ra nhánh chũm, cấp máu cho màng cứng, diploe, và tế bào chũm. Trên các tiêu bản khác, động mạch chũm xuất phát động mạch chẩm.
4. Nhánh màng não: cấp máu cho màng cứng trong hố sọ sau
5. Các nhánh xuống: Đây là nhánh lớn nhât. Nó đi xuống mặt sau của cổ, và chia thành phần nông và phần sâu. Phần nông cấp máu cho cơ thang và thông nối với nhánh lên của động mạch ngang cổ. Phần sâu thông nối với động mạch đốt sống và với động mạch cổ sâu, một nhánh của thân động mạch sườn cổ. Do đó các nhánh của động mạch chẩm góp phần tạo thành vòng nối giữa động mạch cảnh ngoài và động mạch dưới đòn, hình thành tuần hoàn bàng hệ.[1]

Phần tận của động mạch đi kèm với thần kinh chẩm lớn.

## Hình ảnh

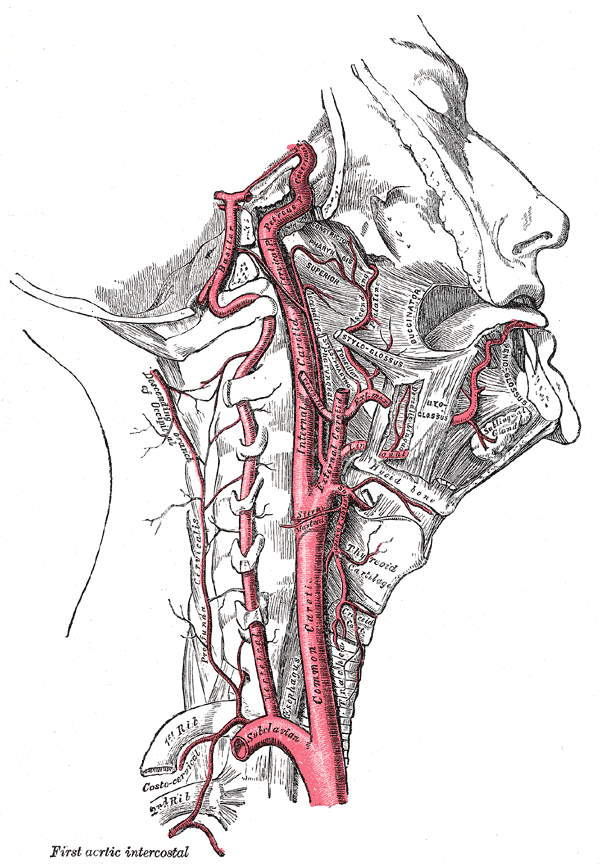
Động mạch cảnh trong và các động mạch đốt sống. Mặt phải.
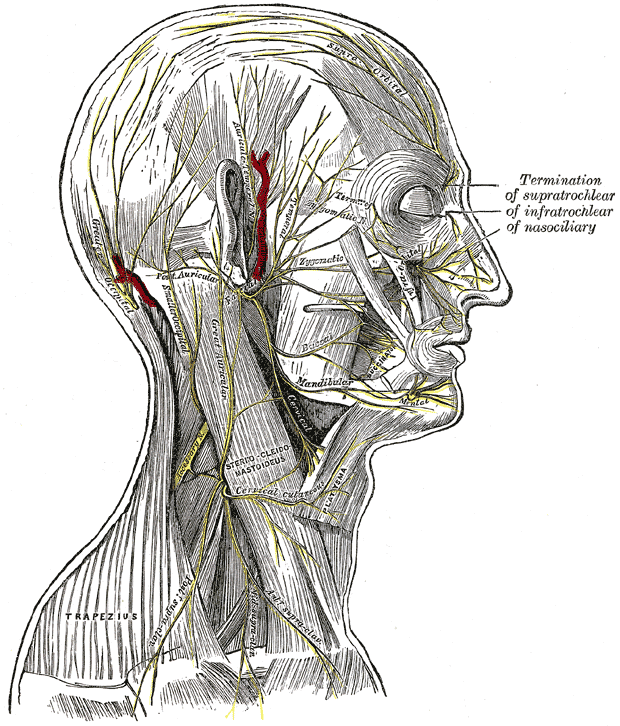
Các thần kinh của da đầu, mặt và bên cổ.
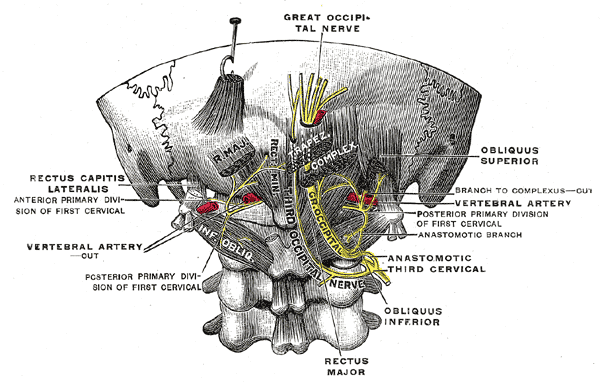
Posterior primary divisions of the upper three cervical nerves.
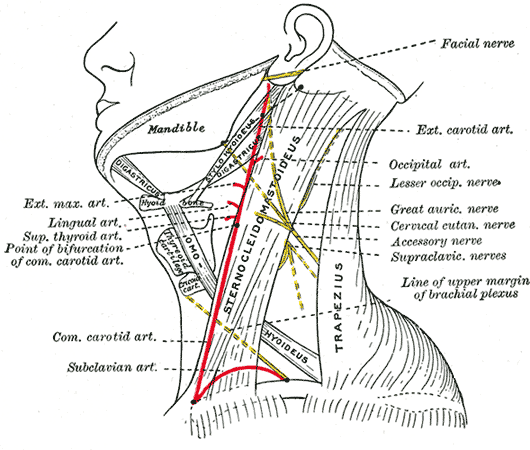
Các mốc giải phẫu chính ở cổ bên.
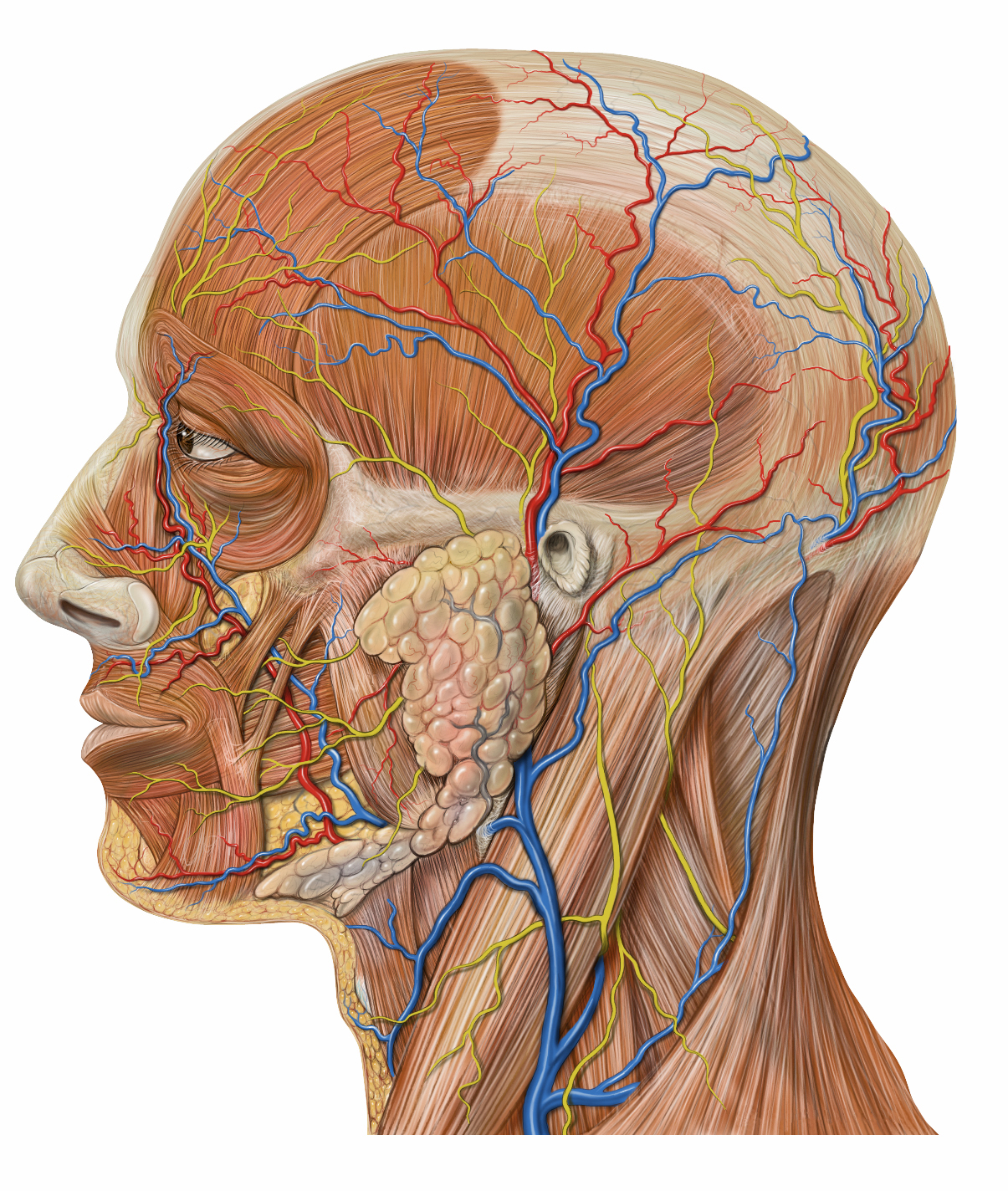
Chi tiết giải phẫu cổ bên